# Жупске пољане
Жупске пољане су аутентична виноградарска етно насеља у Александровачкој Жупи. Такво име им је дао народ зато што су подигнута у атарима изван села, на пољу, где су искључиво засађени виногради.
Први писани спомен пољана датира из средњег века, о чему сведоче владарске даровне повеље, попут једног жупана Стефана Немање из 1196. године. О пољанама писали су бројни истакнути научници и истраживачи Јован Цвијић, Јосиф Панчић, Станислав Винавер, Милан Ђ. Милићевић...            
Власници пољанских објеката су у највећем броју пореклом из планинских села Копаоника, Жељина и Гоча. Познато је да гајење винове лозе захтева специфичне услове, почевши од квалитета и састава земљишта, преко климатских прилика и количине падавина, који у планинским селима нису постојали. То је навело планинце да обезбеде себи земљишне парцеле у плодној Жупи, где су гајили винову лозу на највећим површинама, а у знатно мањој мери и остале пољопривредне културе.
Бављење виноградарством подразумева одређени начин живота, односно поштовање годишњег циклуса развоја винове лозе. Током циклуса, у одређеним периодима године неопходно је обавити радове, како би принос био задовољавајући. Виноград је најчешће био удаљен од села неколико сати хода, па се није могло у току једног дана доћи до њега, обавити посао и вратити се у село. Дужи боравак у винограду истакао је потребу обезбеђивања смештаја за радно способне чланове домаћинства који су неопходне послове обављали.
На слободном простору усред винограда, тамо где је најчешће због нешто лошијег квалитета земљишта остављана незасађена парцела, грађени су објекти који су служили за боравак радника у винограду, али и за чувања алата и вина. Највећи број кућа, па и оних сачуваних до данас, јесу спратне конструкције или грађене на „ћелицу”, са подрумом (у доњој етажи) и собом за спавање и оџаклијом за припремање хране (у горњој). Градећи објекте један до другог власници су формирали групе привремених привредних објеката, привредна насеља назване Пољане.
Називи сачуваних Пољана: Лукаревина, Смоница, Мала Ракља, Велика Ракља, Прибојевац, Горње Стањево, Доње Стањево, Марковина, Јарушка пољана, Мало Борје, Велико Борје, Дреначка пољана, Вуков до, Калуђерска пољана, Куманац, Старачка пољана, Ботуњска пољана, Боћска пољана, Јежевица, Покреп, Црвена јабука-горња, Црвена јабука-доња, Крушевица и Парчинска пољана.